# プレーイオネー
プレーイオネー（古希: Πληϊόνη, Plēïonē）は、ギリシア神話の女神である。長母音を省略してプレイオネとも表記される。
オーケアノスとテーテュースの3,000人の娘オーケアニデスの1人で、アトラースの妻となり、プレイアデスと呼ばれる7人の娘たち、マイア、アルキュオネー、メロペー、ケライノー、エーレクトラー、ステロペー、ターユゲテーの母となった。アポロドーロスによると、プレーイオネーは娘たちをアルカディア地方のキュレーネー山で生んだ。また、ヒュアデスとヒュアースも生んだともいわれる。プレーイオネーとプレイアデスはオーリーオーンに追われてスバルになったとされるが、オーリーオーンに追われたのはプレーイオネーだけだったともいわれる。